# Super Bowl III
Super Bowl III var den tredje udgave af Super Bowl, finalen i den amerikanske football-liga NFL. Kampen blev spillet 12. januar 1969 på Orange Bowl i Miami og stod mellem New York Jets og Baltimore Colts. Jets vandt 16-7, og tog dermed sin første Super-Bowl sejr i historien.
Kampens MVP (mest værdifulde spiller) blev Jets' quarterback Joe Namath.
| NFL | Spire Denne artikel om NFL er en spire som bør udbygges. Du er velkommen til at hjælpe Wikipedia ved at udvide den. |